# Марковецкий, Семён Яковлевич
Семён Яковлевич Марковецкий (1809? — 1884) — русский актёр-комик.

## Биография
Происходил из сибирских мещан. Родился, предположительно, в 1809 году.
Учился в Санкт-Петербургском императорском театральном училище. В 1838 году был зачислен в драматическую труппу Александринского театра на вторые комические роли. Образцом для себя взял игру В. А. Шемаева и московского комика В. И. Живокини. По словам Вольфа, копировал Шемаева «с фотографическою верностию», делая это «без всякой церемонии, взявши не только методу его игры, но каждый жест, каждое движение и даже не преминул позаимствовать его оригинально-плаксивую интонацию голоса». Критики отмечали в нём наивность, ненатянутый легкий комизм и свободную манеру игры.
В течение всей службы занимал амплуа простаков и комических стариков. Ф. А. Кони писал: «Его игра чиста и обнажена от фарсов, что дает право причислить его к благородным комикам. Мы видим его попеременно в  самых разнообразных характерах <…> везде он прост, натурален, сознателен и никогда не испортит, а если только есть возможность, то придаст жизнь и  колорит роли».
В 1860-х годах он не смог органично войти в новый репертуар, его комизм оставался поверхностным; поэтому, выступал в основном в оперетте, где пригодились выработанные им в прошлые годы приемы буффонады. Так, А. Н. Серов отмечал, что в роли Гюльома («Мельничиха в Марли, или Племянник и тетушка») Марковецкий «был очень на месте и многие сцены передал весьма удачно (хотя ему несколько не доставало крестьянской аляповатости, грубоватости в приемах)».
С середины 1870-х годов в связи с обновлением труппы почти не получал новых ролей.
Умер  28 июля (9 августа) 1884 года. Похоронен на Кузьминском кладбище в Царском Селе, с женой Александрой Михайловной (?—1868) и её братом и сестрой — Гавриилом и Надеждой Михайловичеами Максимовыми.